# 科林斯街101號
科林斯街101號（101 Collins Street）是位於澳洲墨爾本科林斯街的一座摩天大樓，屋頂高195公尺（加上天線高260公尺）。1991年3月完工時曾短暫成為澳洲第一高樓，同年8月被科林斯街120號超越。